# 威廉·麦克马洪
威廉·麥瑪翰爵士，GCMG，CH（英語：Sir  William McMahon，1908年2月23日—1988年3月31日)，澳大利亚政治家和律师，第20任澳大利亚总理（1971年3月—1972年12月）。悉尼大学法学学士毕业，后在悉尼当律师。1939年加入陆军，升至少校。1949年—1982年任众议员。50—60年代在历届自由党政府中任部长，1966年任自由党副主席，1971年任自由党主席。后出任总理，但未能挽救他的党在1972年大选中的失败。1977年受封为爵士。在1975年、1977年和1980年的选举中他保留了他在议会的席位。1982年辞去议会职务，1988年3月31日因癌症在悉尼去世，享年80岁，遺體在悉尼北郊火葬場火化。他的遗孀索尼娅·麦克马洪2010年4月2日去世，享年77岁。

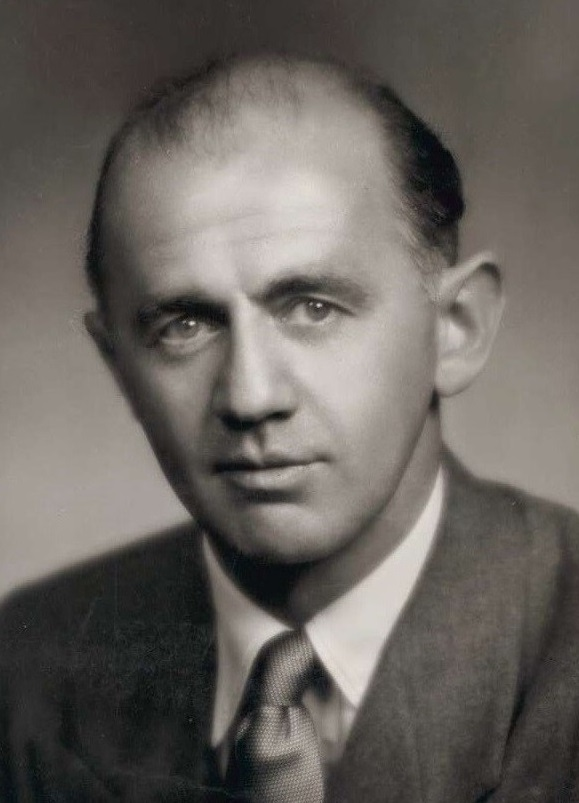
威廉·麦克马洪在1950年

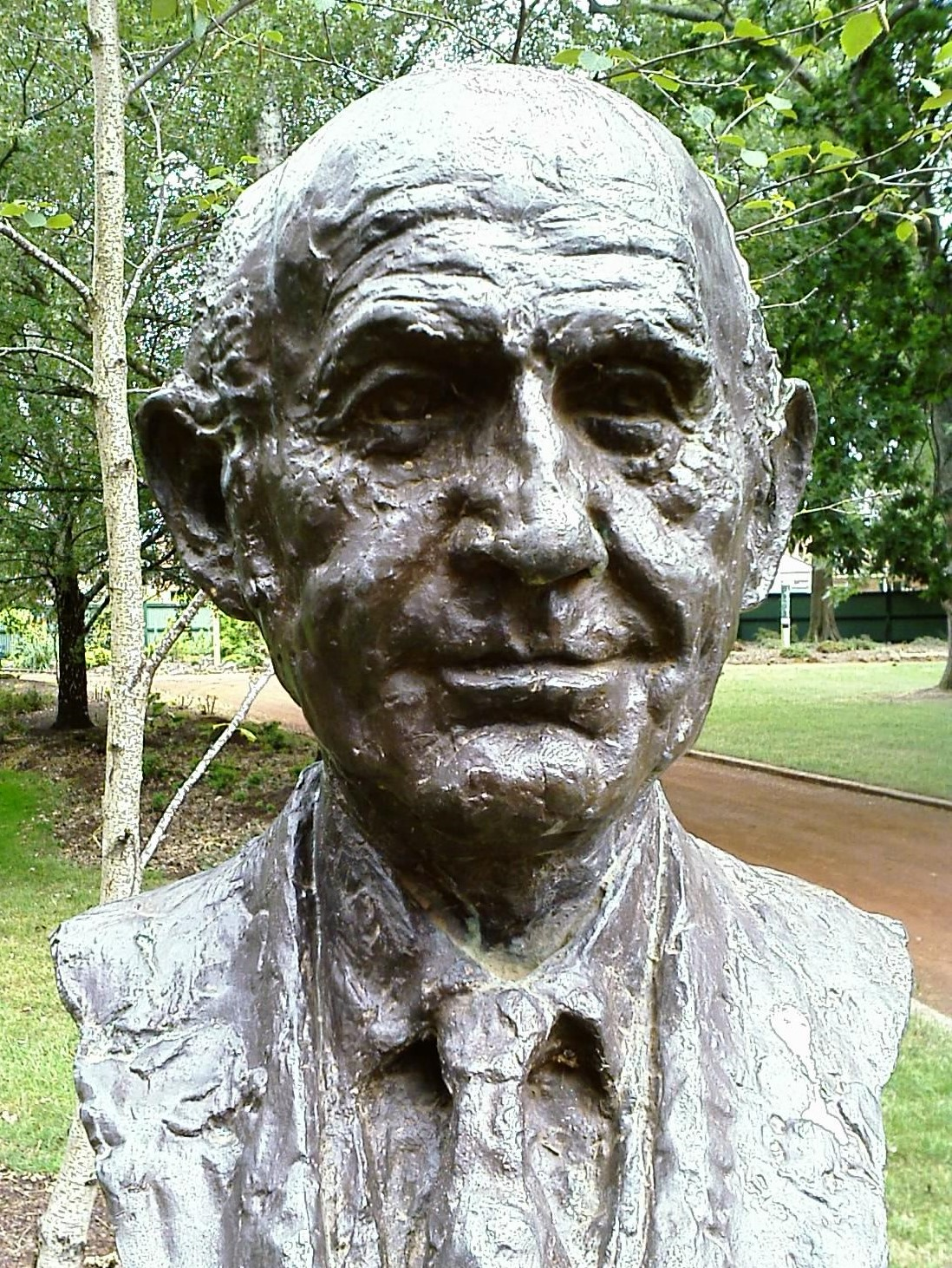
麦克马洪的半身像，由雕塑家维克多·格林哈尔（Victor Greenhalgh）制作，坐落在巴拉腊特植物园总理大道

## 延伸阅读
- 科林·休斯 (1976年), 《总理先生_澳大利亚总理1901 - 1972》（Mr Prime Minister. Australian Prime Ministers 1901–1972）, 牛津大学出版社, 墨尔本, Victoria, Ch.22. ISBN 0-19-550471-2
- Reid, Alan (1971), The Gorton Experiment, Shakespeare Head Press, Sydney.
- 彼得·塞库勒斯 (2000), 'Sir William McMahon,' in Michelle Grattan (ed.), Australian Prime Ministers, New Holland, Sydney, New South Wales, pages 312–323. ISBN 1-86436-756-3